# Gobblet
Gobblet ist ein strategisches Brettspiel für zwei Spieler von Thierry Denoual. Es erschien 2001 bei Blue Orange Games, 2003 bei Gigamic und 2006 bei HUCH! & friends. Das Ziel ist es, eine Reihe von vier eigenen Steinen zu bilden.
Das Spiel ist von der Strategie geprägt und dauert etwa 15 Minuten.

## Regeln
Gespielt wird auf einem 4×4 Felder großen Brett. Jeder Spieler erhält 12 becherförmige Spielsteine (Gobblets), je drei in vier verschiedenen Größen, in seiner Farbe. Größere Steine können über kleinere gestülpt werden. Die Steine jedes Spielers werden zu Beginn in drei Stapeln neben dem Brett aufgebaut, so dass nur die drei größten direkt spielbar sind, die anderen sind darunter verborgen.
Die Spieler ziehen abwechselnd je einen ihrer Steine, der nicht von einem anderen verdeckt ist. Ein Stein von außerhalb des Bretts darf nur auf ein leeres Feld gesetzt werden. Ein Stein, der schon auf dem Brett war, kann auch über einen kleineren Stein (gleich welcher Farbe) gestülpt werden.
Gewonnen hat ein Spieler, sobald vier Steine seiner Farbe eine horizontale, vertikale oder diagonale Reihe bilden, wobei verdeckte Steine nicht zählen.
Wenn der Gegner von vier Feldern in einer Reihe bereits drei mit (unverdeckten) Steinen besetzt hat, darf man auch einen Stein von außerhalb des Bretts über einen dieser gegnerischen Steine setzen.
Das Spiel hat auch eine Gedächtniskomponente, da die verdeckten Steine nicht sichtbar sind und die Regel berührt-geführt gilt. Man darf keinen Nullzug machen; sobald man einen Stein genommen hat, muss er auf ein anderes Feld gezogen werden. Es kann somit passieren, dass man durch Aufdecken eine gegnerische Vierrerreihe erzeugt und verliert. Das kann man aber evtl. noch abwenden, indem man den genommenen Stein über einen anderen in der gegnerischen Viererreihe setzt.
Bei Zug-/Stellungswiederholung endet das Spiel unentschieden.

## Varianten
2003 entwickelte die Firma Gigamic and Blue Orange Games die Version Gobblet Junior, die das gleiche Spiel auf einem 3×3 Felder-Brett für jüngere Teilnehmer ermöglicht.

## Auszeichnungen
Gobblet erreichte 2003 den 3. Platz beim Schweizer Spielepreis in der Kategorie Familienspiele sowie 2004 bei dem in Frankreich vergebenen Spielepreis Jeu de l’Année die Finalrunde.